# Marcha

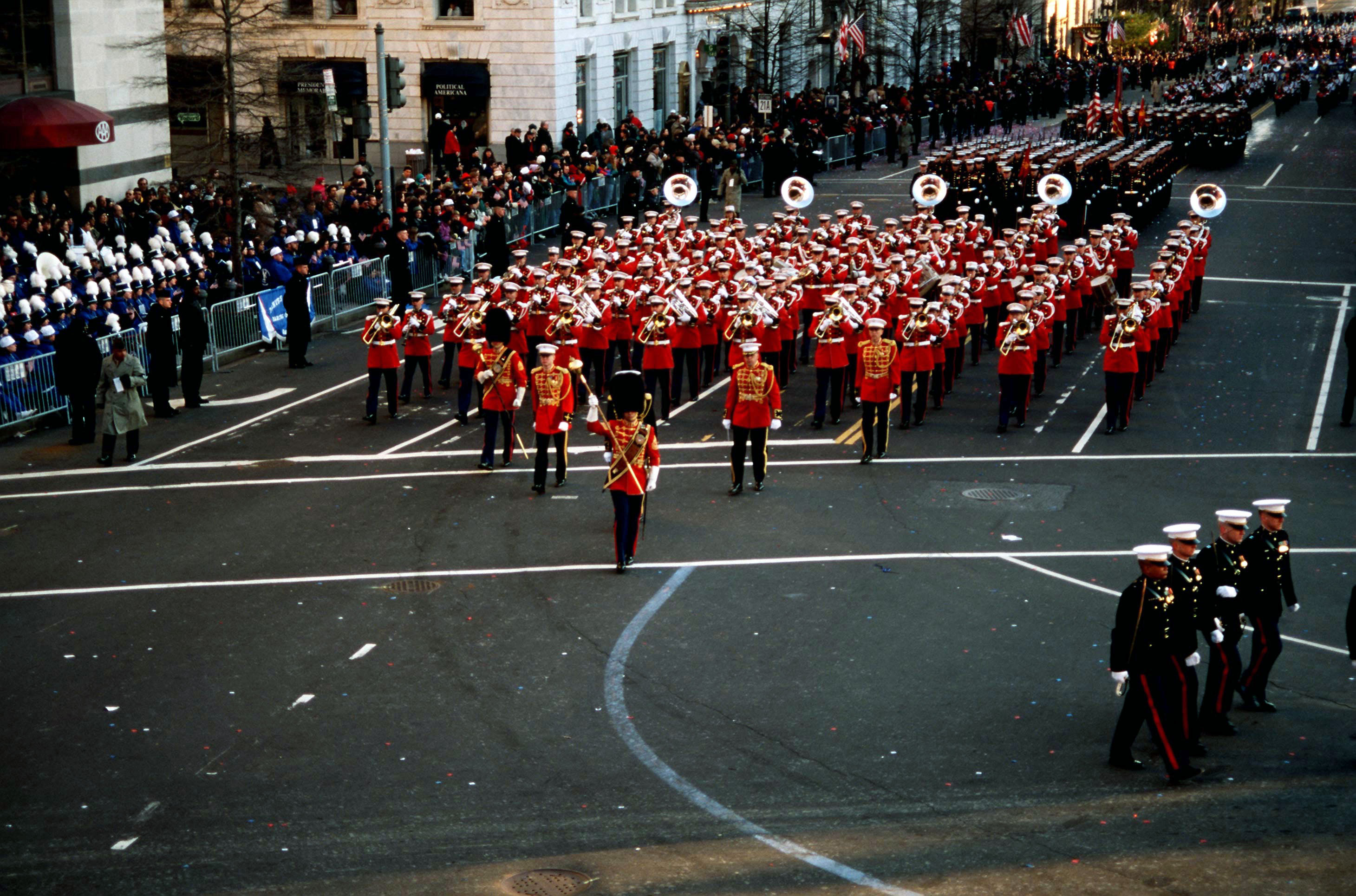
El Cuerpo de Marines de los Estados Unidos marchando hacia abajo en la Calle 15 durante las presidenciales de 1997, desfile inaugural.

En el ámbito de la música, una marcha es una obra que entra en las composiciones definidas por el movimiento o por el ritmo. Puede considerarse dentro de las danzas andadas. Una marcha regula el paso de un cierto número de personas.
Se estructura en compás binario o cuaternario, aunque el más común es el binario. Su ritmo lleva a la división de los tiempos en dos valores desiguales, siendo el primero más largo que el segundo, para lo cual se suele usar el puntillo. De esta manera, se consigue una acentuación que ayuda a llevar el paso.

## Tipos de marcha
Una marcha puede presentar características muy diferentes, según sea la finalidad para la que está compuesta:
- marcha circense, de paso apresurado.
- marcha fúnebre, con andar lento;
- marcha militar;
- marcha nupcial, con aire solemne;
- marcha procesional;
- marcha redoblada o pasodoble;
- marcha triunfal.

- Datos: Q211025
- Multimedia: Marches (music) / Q211025
- Libros y manuales: Marcha